# Rezgőkör
A rezgőkör (vagy RLC-áramkör) olyan passzív elemekből (tekercsből, kondenzátorból és ellenállásból) álló elektromos áramkör, amely külső energia hatására rezgésbe, oszcillációba hozható. Megkülönböztetnek soros és párhuzamos rezgőköröket aszerint, hogy bennük a tekercs és a kondenzátor soros illetve párhuzamos kapcsolásban áll-e.
Az eszköz oszcilláló működése azon alapul, hogy a benne található tekercs és kondenzátor egymással periodikusan energiát cserél, míg az áramkörbe helyezett ellenállás csillapító jellegű, disszipatív hatást fejt ki.

## Működése
A két áramköri elem - a tekercs és a kondenzátor - képes energiát felvenni egy  külső energiaforrásból, amit később le is tudnak adni. A kondenzátornak elektromos energiára van szüksége az elektromos erőtér (elektromos mező) felépítéséhez (a kondenzátor feltöltéséhez), ami aztán a kisülésnél felszabadul. Ugyanígy a tekercsnek is szüksége van elektromos energiára, amely a mágneses erőtér (mágneses mező) felépítéséhez kell. A mágneses erőtér megszűnése közben ez az energia szabadul fel.
Ha a két összekapcsolt áramköri elem bármelyikével energiát közlünk, akkor az energia elkezd "ingázni" a két áramköri elem között. A tekercs és a kondenzátor felváltva működik energiaforrásként és energiatárolóként. Az „ingázás” eredménye az elektromos rezgés, amely egy oszcilloszkópon vizuálisan is megfigyelhető.
A feltöltött kondenzátor a tekercsen keresztül kisül. Ezalatt a tekercsben az áram mágneses erőteret hoz létre, amíg az elektromos tér a kondenzátorban meg nem szűnik.
A kisülési folyamat végén az összes energia a mágneses erőtér formájában a tekercsben van. Ahogy megszűnik az áram, a mágneses erőtér elkezd összeomlani, és az ez által indukált feszültség áramot indít, ami által a kondenzátor ellentétes irányban ismét feltöltődik.
Ideális esetben, amikor a rezgőkörnek nincs vesztesége, az összes energia a kondenzátorban lenne, és ezután az egész folyamat ellentétes irányban ismét lezajlik. Ennek az eredménye egy csillapítatlan rezgés lenne.
A valóságban ideális rezgőkör nem létezik, a tekercsnek van ellenállása, a kondenzátornak meg vesztesége, ezért a rezgési folyamat közben mindig egy kevés energia hővé alakul, ami miatt a rezgés amplitúdója folyamatosan csökken. Az így kialakuló rezgés csillapodó. Ha csillapítatlan rezgést akarunk létrehozni (pl. egy adóhoz), akkor a megfelelő időpillanatban kívülről pótolni kell a rezgőkör hiányzó energiáját.

## Párhuzamos rezgőkör
A rezgőkör eredő impedanciája:
{\displaystyle Z=i{\frac {L\omega }{1-\omega ^{2}\,LC}}}
{\displaystyle f={\frac {\omega }{2\pi }}}

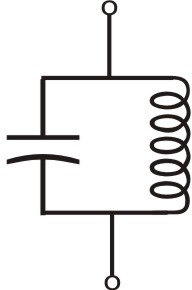
Párhuzamos rezgőkör

Az eredő impedancia imaginárius és a frekvenciától (f) függ. Ha f =0 (egyenáram), akkor a kondenzátor (C) szakadást jelent, míg a tekercs (L) rövidzárt, vagyis az áram végtelen nagy. A másik határesetben f =∞, ekkor a kondenzátor rövidzárnak tekinthető, az induktivitás pedig szakadást, így az áram megint végtelen nagy. A frekvencia változásával az eredő impedancia induktív, ha az f kisebb, mint a sajátfrekvencia és kapacitív jellegű lesz a ha nagyobb.
Az impedancia abszolút értéke:
{\displaystyle Z={\frac {L\omega }{1-\omega ^{2}\,LC}}}
Amikor a nevező zérus, akkor
{\displaystyle \omega ={\frac {1}{\sqrt {LC}}}}
Ez a  frekvencia, a rezgőkör sajátfrekvenciája, amely egyben a rezonanciafrekvencia. Ez az egyetlen frekvencia, amikor a rezgőkör magára hagyva is képes rezegni.
A legnagyobb amplitudó a rezonanciafrekvencián {\displaystyle f_{rez}} áll elő.
{\displaystyle f_{rez}={\frac {1}{2\pi {\sqrt {LC}}}}}
Ez a Thomson-képlet.
A valóságban mindig veszteséggel kell számolni.

## Soros rezgőkör

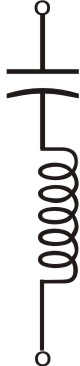
Soros rezgőkör

Ha f =0 (egyenáram), akkor a kondenzátor (C) szakadást jelent, míg a tekercs (L) rövidzárt, vagyis az áram zérus. A másik határesetben f =∞, ekkor a kondenzátor rövidzárnak tekinthető, az induktivitás pedig szakadást, így az áram megint zérus . Ha az f  kisebb, mint a sajátfrekvencia, akkor az eredő impedancia kapacitív lesz, ha nagyobb, akkor induktív lesz.
A soros rezgőkör impedanciája  a rezonanciafrekvencián a legkisebb. A soros rezgőkör sem létezik ideális (veszteségmentes) kivitelben

## Sávszélesség
Ha egy nagyfrekvenciás erősítő munkaellenállása egy rezgőkör, akkor az nemcsak egy frekvencián erősít, hanem a rezonanciafrekvenciára szimmetrikus tartományban; megegyezés szerint ahol a  feszültség nem csökken a maximális érték 70%-a alá, azt a tartományt sávszélességnek nevezik.
Soros rezgőkör sávszélessége:
{\displaystyle B_{S}={\frac {\omega _{o}}{Q_{oS}}}={\frac {\frac {1}{\sqrt {LC}}}{{\frac {1}{R}}{\sqrt {\frac {L}{C}}}}}={\frac {1}{\sqrt {LC}}}*{\frac {R{\sqrt {C}}}{\sqrt {L}}}={\frac {R}{L}}}
Párhuzamos rezgőkör sávszélessége:
{\displaystyle B_{P}={\frac {\omega _{o}}{Q_{oP}}}={\frac {\frac {1}{\sqrt {LC}}}{{R}{\sqrt {\frac {C}{L}}}}}={\frac {1}{\sqrt {LC}}}*{\frac {\sqrt {L}}{R{\sqrt {C}}}}={\frac {1}{RC}}}
ahol a {\displaystyle Q_{o}} a rezgőkör körjósága, {\displaystyle \omega _{o}} a rezonancia-körfrekvencia.

## Szűrők
Az elektronikus áramkörökben a szűrők egy kijelölt frekvenciatartományt elnyomnak, míg másokat átengednek. A rezgőkörök – a frekvenciafüggő tulajdonságaik miatt - kiválóan használhatók szűrőknek.
Alul- és felüláteresztő szűrőket különböztetünk meg.
Az aluláteresztő szűrő olyan áramkör, amely egy meghatározott frekvenciánál kisebb frekvenciájú jelet (kis csillapítással) átereszt, míg a kijelölt határfrekvencia felett nagy csillapítással elnyomja a jelet.
A felüláteresztő szűrő olyan áramkör, amely egy meghatározott frekvenciánál nagyobb frekvenciájú jelet (kis csillapítással) átereszt, míg a kijelölt határfrekvencia alatt nagy csillapítással elnyomja a jelet.
A soros és a párhuzamos rezgőkörök, illetve ezek kombinációi erre a célra megfelelnek.

## Jósági tényező
Rezgőkörök és rezgőkörrel modellezhető áramkörök jellemzője a jósági tényező, jele Q. A jósági tényezőt rezonanciafrekvencián szokták számolni.
Értékét úgy határozzuk meg, hogy a rezgőkör rezonancia-frekvenciájának és a rezonáns sávszélességnek a hányadosát vesszük. A minél jobb jósági tényező érdekében nyilvánvalóan jobb a nagyobb frekvencia és egyúttal a minél kisebb sávszélesség.

## Példa az LC körök alkalmazására
Az alábbi táblázat LC köröket mutat be, különféle kapcsolásban, egyforma L és C értékekkel:
| Kapcsolás | Bode diagram | Ellenállás | Típus                         |
| --------- | ------------ | ---------- | ----------------------------- |
|           |              | nagy       | Szelektív áteresztő, rezgőkör |
|           |              | kicsi      | Szelektív áteresztő, rezgőkör |
|           |              | nagy       | Szelektív záró, szívókör      |
|           |              | kicsi      | Szelektív záró, szívókör      |

## Rádiótechnikában jól alkalmazható számítások a Thomson-képlettel[3]
A Thomson-képletbe alap SI mértékben kell megadni az értékeket, viszont a kapacitás és induktivitás alapegységei viszonylag nagyok. A gyakorlatban mH és μF nagyságrendű értékeknél nagyobbakat ritkán kell használnunk, így a képletbe nagyon kis értékekkel kell számolnunk, ami megnehezítheti a képlet alkalmazását, és könnyen véthetünk számoláskor hibát. A gyakorlatban jól alkalmazhatóak, és sokat könnyítik a számolást a Thomson-képlet átrendezett formái:
| {\displaystyle f_{[kHz]}={\frac {5030}{\sqrt {L_{[mH]}C_{[pF]}}}}}      | {\displaystyle L_{[mH]}={\frac {25300000}{f_{[kHz]}^{2}C_{[pF]}}}}       | {\displaystyle C_{[pF]}={\frac {25300000}{f_{[kHz]}^{2}L_{[mH]}}}}       |
| {\displaystyle f_{[kHz]}={\frac {159200}{\sqrt {L_{[\mu H]}C_{[pF]}}}}} | {\displaystyle L_{[mH]}={\frac {25,3}{f_{[MHz]}^{2}C_{[pF]}}}}           | {\displaystyle C_{[pF]}={\frac {25,3}{f_{[MHz]}^{2}L_{[mH]}}}}           |
| {\displaystyle f_{[MHz]}={\frac {5,03}{\sqrt {L_{[mH]}C_{[pF]}}}}}      | {\displaystyle L_{[\mu H]}={\frac {25300000000}{f_{[kHz]}^{2}C_{[pF]}}}} | {\displaystyle C_{[pF]}={\frac {25300000000}{f_{[kHz]}^{2}L_{[\mu H]}}}} |
| {\displaystyle f_{[MHz]}={\frac {159,2}{\sqrt {L_{[\mu H]}C_{[pF]}}}}}  | {\displaystyle L_{[\mu H]}={\frac {25300}{f_{[MHz]}^{2}C_{[pF]}}}}       | {\displaystyle C_{[pF]}={\frac {25300}{f_{[MHz]}^{2}L_{[\mu H]}}}}       |

## Tomson-képlet számítása nomogram segítségével[3]
A nomogramok használata megkönnyíti a Tomson-képlettel való számolást. A nomogramok használata különösen a számológépek megjelenése előtt volt elterjedt. Ha a Tomson-képlet két tényezőjét ismerjük, az alábbi ábra segítségével megkaphatjuk a harmadik tényezőt oly módon, hogy a megfelelő számegyeneseken vonalzóval összekötjük a két ismert értéket, a harmadik érték pedig leolvasható a vonalzó és a megfelelő számegyenes metszéspontján.